# 沃德勒耶
沃德勒耶（法語：Vaudreuille）是法国上加龙省的一个市镇，属于图卢兹区。

## 地理
沃德勒耶（43°25'33"N, 1°58'55"E）面积11.3 平方千米，位于法国奧克西塔尼大區上加龙省，该省份为法国西南部内陆省份，西南端与西班牙接壤，自此顺时针与上比利牛斯省、热尔省、塔恩-加龙省、塔恩省、奥德省和阿列日省接壤。
与沃德勒耶接壤的市镇（或旧市镇、城区）包括：莱布吕内勒、拉贝塞德洛拉盖、拉波马雷德、勒韦勒。

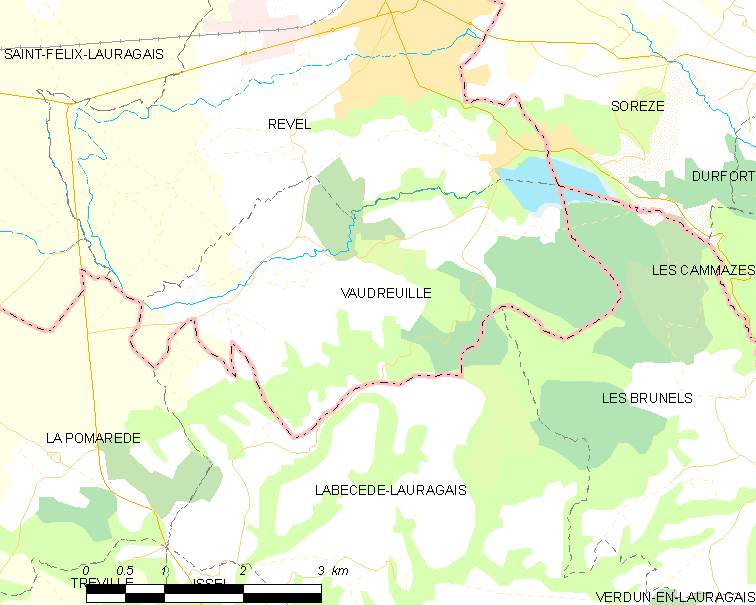
沃德勒耶的OSM定位图

沃德勒耶的时区为UTC+01:00、UTC+02:00（夏令时）。

## 行政
沃德勒耶的邮政编码为31250，INSEE市镇编码为31569。

## 政治
沃德勒耶所属的省级选区为勒韦勒县。

## 人口

1962-2008年间沃德勒耶人口变化图示

沃德勒耶于2022年1月1日时的人口数量为385人。